# Rezerwat przyrody Gaj Krajeński
Rezerwat przyrody Gaj Krajeński – rezerwat leśny położony w województwie kujawsko-pomorskim, powiecie sępoleńskim, gminie Sępólno Krajeńskie. Zajmuje powierzchnię 10,04 ha (akt powołujący podawał 10,27 ha).
Obszar rezerwatu podlega ochronie ścisłej.

## Lokalizacja
Pod względem fizycznogeograficznym rezerwat znajduje się w mezoregionie Pojezierze Krajeńskie.
Znajduje się w pobliżu styku granic trzech województw: kujawsko-pomorskiego, pomorskiego i wielkopolskiego, na zachód od drogi powiatowej ze Starego Gronowa do Lutówka.
Rezerwat jest położony w obrębie Krajeńskiego Parku Krajobrazowego. Zajmuje fragment kompleksu leśnego należącego do Nadleśnictwa Lutówko (leśnictwo Gaj).

## Historia
Rezerwat został utworzony mocą Zarządzenia Ministra Leśnictwa i Przemysłu Drzewnego z dnia 3 maja 1965 roku (M.P. z 1965 r. nr 24, poz. 121).

## Charakterystyka
Rezerwat chroni starodrzew bukowo-dębowy z domieszką innych gatunków, jak: sosna zwyczajna, grab zwyczajny, świerk, olsza czarna, jesion wyniosły wraz z charakterystycznym dla grądu runem. Podszycie i podrost tworzą: grab zwyczajny, buk zwyczajny, kruszyna, leszczyna, jesion wyniosły.
W runie leśnym występują takie gatunki jak: perłówka jednokwiatowa, rzadka na Niżu, kokoryczka okółkowa, będąca elementem górskiej flory, szczyr trwały, gwiazdnica wielkokwiatowa, konwalijka dwulistna, konwalia majowa, przylaszczka pospolita, zawilec gajowy, kokoryczka wonna, borówka czernica, pokrzywa zwyczajna.
We fragmencie rezerwatu o powierzchni 0,33 ha znajduje się fragment olsu o wysokim poziomie wód gruntowych. Teren ten porastają: olsza, leszczyna, czarna porzeczka, a w runie występują: niecierpek pospolity oraz pokrzywa zwyczajna.

## Szlak turystyczny
Przez rezerwat przebiega  pieszy szlak turystyczny „Rezerwatów Krajeńskich” Sypniewo – Witkowo 29 km.